# Висше училище по търговия на Париж
Висшето училище по търговия на Париж (на френски: École supérieure de commerce de Paris, ESCP Business School, отначало известно като Sup de Co Paris, по-късно ESCP-EAP и ESCP Europe) е висше бизнес училище със седалище в Париж и учебни бази в Лондон, Берлин, Мадрид, Торино, Варшава. През ноември 2019 г. училището премахва думата Europe от наименованието си, връщайки се към коренното си френско име École Supérieure de Commerce de Paris.
Основано през 1819 г., това е най-старото бизнес училище в света.
През 2010 г. Висшето училище се класира на 10-о място сред европейските бизнес училища според „Файненшъл Таймс“. През 2010 г. магистърската му програма по „Мениджмънт“ според „Файненшъл Таймс“ се класира на 1-во , а през 2012 и 2013 г. – на 2-ро място. Университетът се класира също на 21-во място в света със своята директорска програма по МБА (Executive MBA).
Програмите на Висшето училище са тройно акредитирани от международните оценители EQUIS, AMBA и AACSB.
Университетът има бележити випускници, работещи в сферата на бизнеса и политиката, като Патрик Тома, Жан-Пиер Рафарен и Мишел Барние, главен преговарящ от Европейския съюз по Брекзит, бил два пъти еврокомисар.

## История
Основано е от група бизнесмени и учени в сферата на икономиката, включително известния икономист Жан-Батист Сей и търговеца Витал Ру. Създадено през 1819 г., Висшето училище по търговия в Париж е първото висше търговско училище в света.
Началото на училището е положено в Политехническия университет (основан от Лазар Карно и Гаспар Монж), но е много по-незначително в началните си години, предимно защото не е подпомагано от държавата. Университетът постепенно набира авторитет и значимост през ХІХ век. През 1859 г. е преместен на днешното си местоположение на „Авеню де ла Републик“. През ХХ век е изразен много по-силен интерес към бизнес науките и през последните години Висшето училище придобива нарастваща значимост сред останалите висши училища. Популярността му води до изработване на взискателен избирателен процес, така че в средата на ХХ век училището – вече известно като елитна институция – започва да приема студенти чрез състезателен приемен изпит след посещаване на двугодишна подготвителна програма.
Висшето училище по търговия в Париж е интернационално още от самото си начало. Випускът от 1824 г. с общо 118 студенти е съставен от около 30% чужденци (вкл. 7 от испански, 2 от хавански, 5 от бразилски, 5 от нидерландски, 4 от немски, 2 от гръцки, 2 от португалски, 2 от американски, 2 от чилийски, 1 от савоярдски, 1 от италиански, 1 от шведски, 1 от руски и 1 от хаитянски произход. Езиковото обучение е основна част от 1-вата учебна програма, включвала, освен френска граматика, курсове по английски, немски и испански. През 1873 г. е основана Асоциацията на завършилите Висшето училище. През 1921 г. отпразнува своята 100-тна годишнина, отложена поради следвоенната криза, в широкия аудиториум на Сорбоната.
Кампусите на Висшето училище в Обединеното кралство (отначало Оксфорд, сега Лондон) и Германия (отначало Дюселдорф, сега Берлин) са открити през 1973 г. Следва създаване на учебни бази в Мадрид (Испания, 1988), Торино (Италия, 2004), Варшава (Полша, 2015). Кампусът от Дюселдорф се мести в Берлин през 1984 г., а кампусът от Оксфорд – в Лондон (2005). Сградата на Лондонския кампус е помещавала преди това „Ню Колидж“ – училище на Лондонския университет, и богословски колеж на Обединената реформирана църква.
През 2011 г. Висшето училище по търговия в Париж става основаващ партньор на група от институции за изследвания и висше образование в сферата на хуманитарните и обществените науки, включваща Националната академия за администрация, Националната консерватория за изкуства и занаяти, Сорбоната. Планирано е Висшето училище, заедно с Националната академия за администрация, да представлява „Колегиум на управление и мениджмънт“.